# هجمات العراق الانتحارية 23 أبريل 2009
الهجمات الانتحارية العراقية في 23 نيسان / أبريل 2009 هي عمليتين انتحاريتين منفصلتين وقعتا في بغداد والمقددية بالعراق في 23 نيسان / أبريل 2009. ومن المعروف أن ستة وستين شخصا على الأقل لقوا مصرعهم في الهجمات، بما في ذلك عدد من الزوار الإيرانيين. صحيفة لوس انجليس تايمز تضع حصيلة القتلى في تسعة وسبعين.  ويعتقد ان معظم الاشخاص ال 48 الذين قتلوا في المقدادية بالقرب من بعقوبة بمقاطعة ديالى مواطنون إيرانيون. وفقا لهيئة الإذاعة البريطانية، إذا تأكدت أعداد القتلى، كانت هذه الهجمات الأكثر فتكا من عام 2009.